# Marko Čelebonović
Marko Čelebonović (en serbe cyrillique Марко Челебоновић ; né le 21 novembre 1902 à Belgrade – mort le 23 juillet 1986 à Saint-Tropez) est considéré comme l'un des peintres serbes les plus importants du XXe siècle. Il a été membre de l'Académie serbe des sciences et des arts.

## Biographie
Marko Čelebonović est né à Belgrade. La Première Guerre mondiale contraint sa famille à s'installer à Salonique puis en Suisse, à Zurich et à Lausanne ; c'est là que le futur peintre achève ses études secondaires. Il étudie ensuite l'économie politique à Oxford (1918-1919) puis suit des études de droit à Paris (1920-1922). En 1922, il étudie à la Grande-Chaumière dans l'atelier d'Antoine Bourdelle, avec l'intention de se consacrer à la sculpture. Cependant, dès l'été 1923, il choisit la peinture et crée son propre atelier.
Il expose pour la première fois à Paris au Salon des Tuileries en mai 1925 et organise sa première exposition individuelle l'année suivante à la galerie Campagne première. En juin 1925, il fait l'acquisition d'une propriété à Saint-Tropez. Il a été l'ami de nombreux peintres comme Abel Villard, Paul Signac, Albert Marquet et André Dunoyer de Segonzac. Par bien des aspects, il se rattache à la peinture française, malgré une évidente influence balkanique et orientale. Cependant, bien qu'il vive en France, il reste en contact avec des peintres yougoslaves comme Sreten Stojanović, Marin Tartaglia et Petar Lubarda. À Saint-Tropez, il reçoit de nombreux amis artistes parmi lesquels Milo Milunović, Stojan Aralica, Milivoj Uzelac, Jurica Ribar et Alex Čelebonović.
En 1937, Čelebonović expose pour la première fois individuellement à Belgrade et, en 1938, il se joint au Groupe des douze (Dvanaestorica). Pendant ces années, il visite le royaume de Yougoslavie, peint à Belgrade et sur la côte monténégrine ; il visite également les monastères orthodoxes serbes de son pays. Il écrira plus tard : « Ma vie et mon œuvre ont été déterminées par mon attitude vis-à-vis de la Yougoslavie. J'ai lié le destin de mon art à celui de la peinture yougoslave. Comment on grandit et comment on atteint la maturité est une autre affaire. L'influence de la peinture française sur mon art et celui des autres est assez naturelle. Après tout, qui a jamais été libre de toute influence ? »
Pendant la Seconde Guerre mondiale, Marko Čelebonović entre dans la Résistance française.
Après la guerre, Marko Čelebonović rentre en Yougoslavie et, de 1948 à 1960, il est professeur à l'Académie des beaux-arts de Belgrade (où il a notamment Dado pour élève). Pendant cette période, il organise de nombreuses expositions individuelles, à Paris, à Belgrade mais aussi à Zurich, Genève, Sarajevo, Skopje et Niš et il prend part à de nombreuses expositions collectives en France, en Italie, en Belgique, aux Pays-Bas et au Brésil.
En 1959-1960, ayant pris sa retraite, il s'installe définitivement à Saint-Tropez.
En 1963, il a reçu le prix « 7 juillet » pour l'ensemble de son œuvre et, en 1968, il a été élu membre titulaire de l'Académie serbe des sciences et des arts.

## Œuvres

Marko Čelebonović - Sans titre.

Marko Čelebonović - Sans titre.

L'œuvre de Marko Čelebonović peut être divisée en plusieurs périodes :
- 1923-1928 : les débuts

- 1929-1932 : la « période brune »
  - La Fille au pantalon bleu, huile sur toile, 1930[4]
  - Famille (Cérémonie), 1931

- 1933-1939 : la « période verte »
  - Les Échecs, huile sur toile, 1933[5]
  - La Femme au turban, huile sur toile, 1933[6]
  - Nature morte, huile sur toile, 1933[7]
  - « Intérieur avec un personnage »(Archive.org • Wikiwix • Archive.is • Google • Que faire ?), 1934
  - Intérieur, huile sur toile, 1935[8]
  - Intérieur, huile sur toile, 1937

- 1940-1955 : période de transition
  - Portrait d'architecte, huile sur toile, 1941

- 1956-1965 : la « période bleu-vert »
  - Vue depuis l'atelier de Signac, huile sur toile, 1956
  - Nature mort avec un verre et des carafes, huile sur toile, 1960

- à partir de 1966 : la « période blance blanche »
  - Bretonne, pastel, 1970
  - Table avec des verres et des fruits, huile sur toile, 1971
  - Fruits sur une table, huile sur toile, 1972

On peut trouver des toiles de Čelebonović au musée national de Serbie, au musée d'Art contemporain de Belgrade mais aussi dans la collection de la Présidence de la république de Serbie, dans la collection commémorative Pavle Beljanski de Novi Sad et dans la galerie de la Matica srpska de Novi Sad.